# Перавия
Перавия (исп. Peravia) — провинция Доминиканской Республики.

## Муниципалитеты и муниципальные районы
Провинция разделена на три муниципалитета (municipio), а в пределах муниципалитетов — на девять муниципальных районов (distrito municipal — D.M.):
- Бани
  - Вилья-Сомбреро (D.M.)
  - Вилья-Фундасьон (D.M.)
  - Каталина (D.M.)
  - Пайя (D.M.)
  - Сабана-Буэй (D.M.)
  - Эль-Карритон (D.M.)
  - Эль-Лимональ (D.M.)
- Матансас
- Нисао
  - Пизаррете (D.M.)
  - Сантана (D.M.)

Население по муниципалитетам на 2012 год (сортируемая таблица):
| № | Название          | Общее население | Городское население | Сельское население |
| - | ----------------- | --------------- | ------------------- | ------------------ |
| 1 | Бани              | 145 595         | 120 354             | 25 241             |
| 2 | Матансас          | 35 414          | 21 441              | 13 973             |
| 3 | Нисао             | 36 232          | 10 545              | 25 687             |
|   | Провинция Перавия | 217 241         | 152 340             | 64 901             |